# 飯給
飯給（いたぶ）は、千葉県市原市の加茂地区にある大字。郵便番号は290-0543。

## 概要
飯給の中心に養老川がある。

## 地理
北は大戸、東は古敷谷や徳氏、西は万田野、南は柿木台と接している。

## 歴史

### 沿革
- 1954年1月15日 - 合併により、加茂村となる
- 1967年10月1日 - 合併により、市原市となり現在に至る

## 世帯数と人口
2017年（平成29年）11月1日現在の世帯数と人口は以下の通りである。
| 町丁字 | 世帯数  | 人口  |
| ------ | ------- | ----- |
| 飯給   | 106世帯 | 227人 |

## 通学区域
市立小学校・市立中学校と県立高等学校の通学区域は以下の通りである。
| 町丁字 | 範囲 | 小学校             | 中学校             | 高等学校 |
| ------ | ---- | ------------------ | ------------------ | -------- |
| 飯給   | 全域 | 市原市立加茂小学校 | 市原市立加茂中学校 | 第9学区  |

## 施設

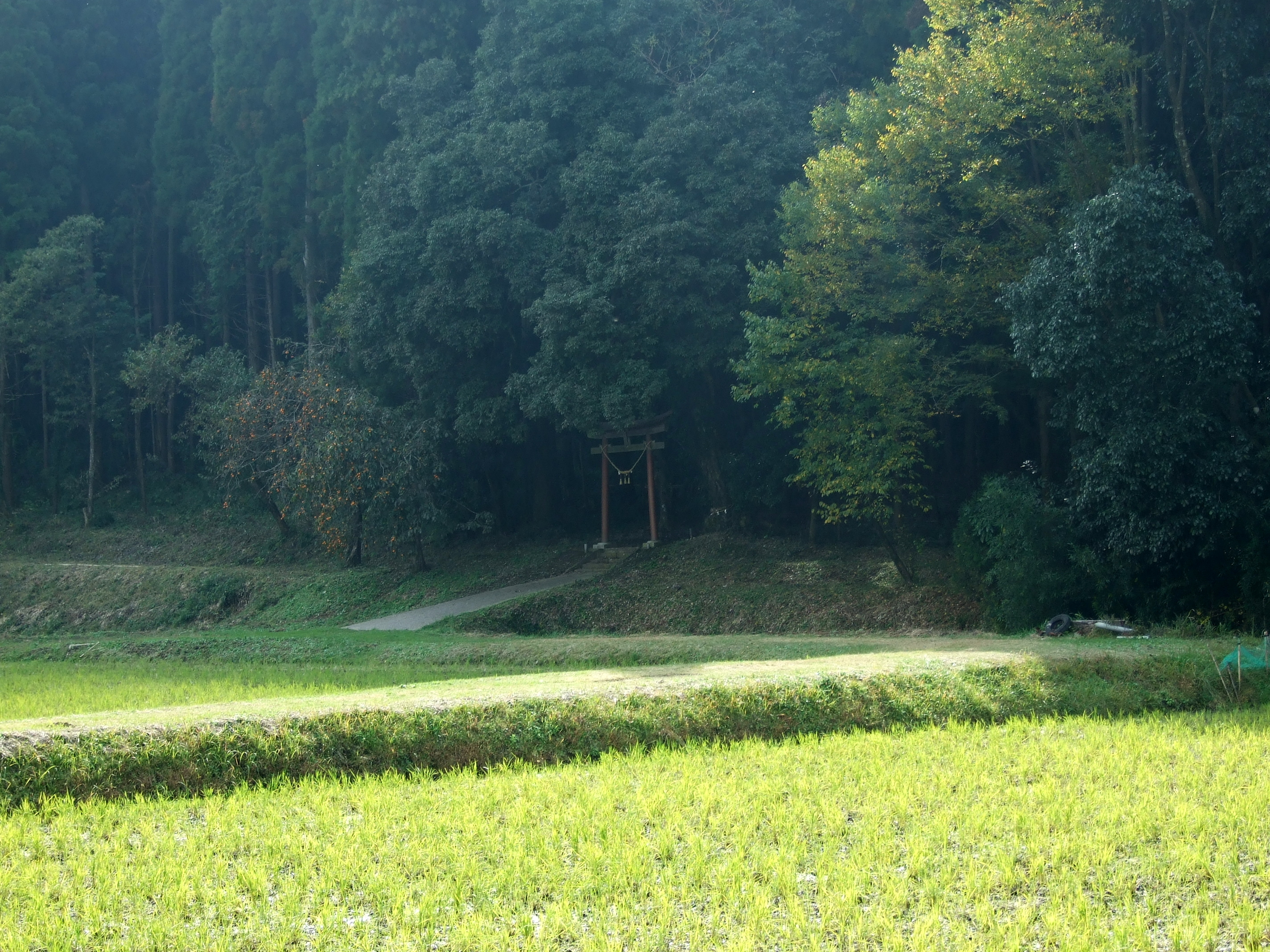
飯給駅の西にある白山神社

## 交通

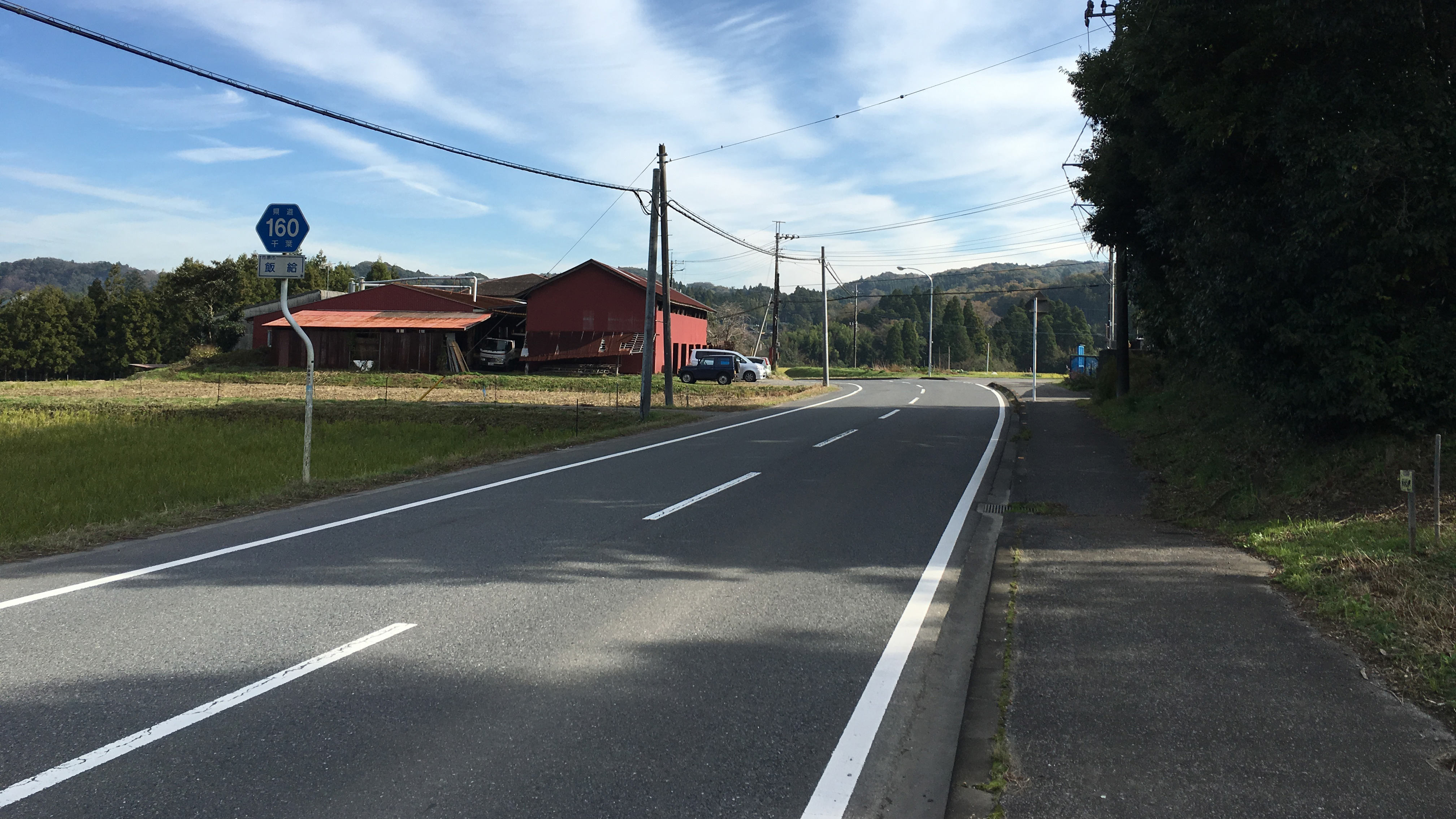
飯給を通過する県道160号線

### 鉄道
- 小湊鉄道小湊鉄道線飯給駅

### 道路
- 千葉県道81号市原天津小湊線
- 千葉県道160号加茂木更津線

### バス
運行会社は小湊鉄道長南営業所である。バス停は東飯給、飯給坂上である。